# Каранфил, Николае Георге
Николае Георге Каранфил (28 ноября 1893, Галац, Королевство Румыния — 22 апреля 1978, Нью-Йорк, США) — румынский политик, государственный деятель, министр авиации и морского флота Румынии (1936—1937), инженер, спортсмен-фехтовальщик, участник Летних Олимпийских играх 1928 года, член-корреспондент Румынской академии.

## Биография
Родился в респектабельной семье. Сын инженера. Учился в престижной средней школе «Василе Александри», которую окончил в 1911 году. Окончил Национальную школу мостов и дорог (ныне Политехнический университет Бухареста).
Затем, продолжил учебу за границей в École de Génie Civil в Бельгии и в аспирантуре Кембриджского университета, где получил степень в области гражданского строительства. Вернулся на родину, увлечённый идеей электрификации, приоритетной в то время областью, и занимался электротехникой в компании «Энергия».
Участник Первой мировой войны, в 1916 году был мобилизован в армию, служил младшим лейтенантом в артиллерийской части.
Позже был назначен начальником технического отдела Военной комиссии по вооружению, поступающему из Франции, Англии и Италии. В 1930 году стал генеральным директором General Gas and Electric Company of Bucharest и членом совета директоров компании «Три кольца» в Бухаресте. Работал генеральным директором телефонной компании.
С ноября 1936 по 1 января 1937 года занимал пост министра авиации и морского флота в кабинете Г. Тэтэрэску.
23 мая 1940 года стал членом-корреспондентом Румынской академии, в 1944 году уехал в Лондон на транспортную конференцию. Будучи в Париже принимал участие в создании «Комитета помощи румынам», являясь также членом Епархиального Совета Православной Церкви в Париже.
Активно занимался политической и общественной деятельностью, в досье органов румынской службы безопасности фигурировал, как «лидер румынского сопротивления в Париже». В июле 1947 года вместе с другими подписантами направил письмо-обращение, которым он обратил внимание на жестокие аресты в Румынии, особенно среди крестьян. Во время Женевской конференции 1955 года призвал глав западных государств «восстановить принципы гуманности» в государствах, оккупированных Советским Союзом.

## Спорт
В 1928 году в составе сборной Румынии по фехтованию на рапирах участвовал в Летних Олимпийских играх в Амстердаме. Шесть раз становился чемпионом Румынии по фехтованию на рапирах и трижды — на саблях. В 1934—1937 годах был председателем Комиссии по фехтованию, ныне Федерация фехтования Румынии.

## Память
- Его имя носит одна из улиц Сектора 1 Бухареста.